# ダーク・ラウディス
ダーク・ラウディス ( Dirk Raudies, 1964年6月17日 - ) は、ドイツ・バーデン＝ヴュルテンベルク州ビベラッハ・アン・デア・リス出身の元モーターサイクル・ロードレースライダー。1993年のロードレース世界選手権125ccクラスチャンピオン。

## 経歴
ドイツ国内選手権、ヨーロッパ選手権への参戦を経て、1989年にロードレース世界選手権125ccクラスにデビューを果たす。軽量クラスにあった小柄な体格 ( 身長162cm、体重52kg ) を生かして活躍し、1990年第4戦ミサノで初表彰台、1992年第12戦インテルラゴスで初勝利を獲得した。
そして1993年、日本の坂田和人とのタイトル争いを制し、年間9勝を収めてワールドチャンピオンに輝いた。ラウディスはその後1997年までGP参戦を続け、通算14勝を記録した。
引退後はADAC、ホンダと共に新人育成のシリーズ「ダークドック・チャレンジ」に関わったり、
自らのチームをドイツ国内選手権に参戦させたりと、後進のドイツ人ライダーの育成に努めている。また2004年から2008年まではユーロスポーツのMotoGP中継のコメンテーターを務めていた。

## ロードレース世界選手権 戦績
| シーズン | クラス | バイク | 出走 | 優勝 | 表彰台 | PP | FL | ポイント | シリーズ順位 |
| -------- | ------ | ------ | ---- | ---- | ------ | -- | -- | -------- | ------------ |
| 1989年   | 125cc  | ホンダ | 7    | 0    | 0      | 0  | 0  | 29       | 15位         |
| 1990年   | 125cc  | ホンダ | 14   | 0    | 2      | 0  | 1  | 113      | 5位          |
| 1991年   | 125cc  | ホンダ | 13   | 0    | 0      | 0  | 0  | 81       | 8位          |
| 1992年   | 125cc  | ホンダ | 12   | 1    | 2      | 0  | 1  | 91       | 6位          |
| 1993年   | 125cc  | ホンダ | 14   | 9    | 11     | 6  | 3  | 280      | 1位          |
| 1994年   | 125cc  | ホンダ | 14   | 3    | 3      | 1  | 2  | 162      | 4位          |
| 1995年   | 125cc  | ホンダ | 13   | 1    | 4      | 1  | 1  | 124.5    | 5位          |
| 1996年   | 125cc  | ホンダ | 15   | 0    | 1      | 0  | 1  | 81       | 13位         |
| 1997年   | 125cc  | ホンダ | 15   | 0    | 0      | 0  | 0  | 8        | 25位         |
| 合計     |        |        | 117  | 14   | 23     | 8  | 9  | 969.5    |              |